# Hoovina Hadagalli Taluk
Hoovina Hadagalli Taluk är ett underdistrikt i Indien.   Det ligger i delstaten Karnataka, i den södra delen av landet, 1 500 km söder om huvudstaden New Delhi.